# Elmohardyia inepta
Elmohardyia inepta är en tvåvingeart som först beskrevs av Hardy 1954.  Elmohardyia inepta ingår i släktet Elmohardyia och familjen ögonflugor. Inga underarter finns listade i Catalogue of Life.